# Бутымов, Иван Степанович
Иван Степанович Бутымов (27 августа 1930 года, село Чилик, Чиликский район, Алма-Атинская область — 4 декабря 1996, Степногорск) — передовик производства, бригадир газоэлектросварщиков. Герой Социалистического Труда (1971).

## Биография
Родился в 1930 году в селе Чилик Чиликского района Алма-Атинской области (сегодня — село Шелек Енбекшиказахского района Алматинской области).
Окончил 6 классов школы в посёлке Заводской Целиноградской области.
В 1945 году начал свою трудовую деятельность в колхозе родного села. Потом работал помощником машиниста угольной подачи, электросварщиком на сахарном комбинате.
С 1951 года работал в Кара-Балтинской строительной организации в Чуйской области Киргизской ССР.
В 1958 году по комсомольской путёвке приехал в Степногорск. В этом же году был назначен бригадиром газоэлектросварщиков Степногорского управления строительства Министерства среднего машиностроения СССР в Целиноградской области Казахской ССР. С апреля 1958 года бригада Ивана Бутымова работала на стройплощадке «Макинск-2». За время работы бригада построила жилые дома, социальные объекты для строителей и целинников. За этот ударный труд был награждён медалями «За освоение целинных земель» и «За трудовую доблесть».
Бригада Ивана Бутымова во время 8-й пятилетки (1966—1970) выполняла ежегодный план в среднем на 153 % и тем самым выполнила план пятилетки за три года. За выдающиеся достижения в трудовой деятельности был награждён в 1971 года звания Герой Социалистического Труда. В 1973 году вступил в КПСС.

## Награды
- Герой Социалистического Труда — указ Президиума Верховного Совета СССР от 26 апреля 1971 года
- Орден Ленина (1971)
- Медаль «За доблестный труд»
- Медаль «За освоение целинных земель»
- Медаль «В ознаменование 100-летия со дня рождения Владимира Ильича Ленина»